# Rectoria de Sant Cugat Sesgarrigues
La Rectoria de Sant Cugat Sesgarrigues és una rectoria del municipi de Sant Cugat Sesgarrigues (Alt Penedès) inclosa en l'Inventari del Patrimoni Arquitectònic de Catalunya.

## Descripció
Edifici entre mitgeres de planta baixa, pis i golfes, amb coberta a dues vessants i el carener paral·lel a la façana. L'estructura de la façana, de composició senzilla, presenta com a elements remarcables tots aquells que estructuren les obertures. Els ampits de les finestres són motllurats per sota. Les llindes, també motllurades, són d'una sola peça. Els brancals de les finestres i la porta principal són adovellats, i l'arc de mig punt de la porta també. Damunt de la porta s'obre un balcó coronat per un òcul i en un dels laterals de la façana hi ha una altra porta d'accés, de dimensions reduïdes, amb estructura de tipologia igual a la de la resta de les obertures.

## Història
La rectoria va ser construïda segurament al llarg del segle xvii, d'acord amb les diverses inscripcions que apareixen a les obertures. A les finestres trobem les dates 1611 i 1616, a la porta lateral la data 1611 i a la porta d'accés principal la data 1711.